# ユーニス (ルイジアナ州)
ユーニス（Eunice）は、アメリカ合衆国ルイジアナ州南西部に位置する小都市。アケイディアナと呼ばれる地域のほぼ中央部に位置している。市域はセントランドリー郡とアカディア郡にまたがる。人口は11,499人（2000年国勢調査）。
最もアカディア人の多い「ケイジャン・ハートランド」（Cajun Heartland）と呼ばれる地域に位置していることから、ユーニスはケイジャンの伝統文化を根強く残す町である。同市はケイジャン音楽の中心地として知られ、市内にはケイジャン音楽殿堂博物館（Cajun Music Hall of Fame and Museum）が立地する。また、同市では毎年大規模なマルディ・グラが開かれる。

## 歴史
1894年9月12日、セントランドリー郡の保安官、C・C・デューソン（C.C.Duson）は、「この地に妻のユーニスの名を冠した町を作る」と宣言した。デューソンはユニオン・パシフィック鉄道の駅を中心に160エーカー（約740,000m²）の土地を購入した。デューソンが購入した土地には幅70フィート（21m）にも及ぶ広い道路が東西、南北それぞれに引かれ、区画の整理がなされた。やがてこの新しくできた村には数軒の民家が建ち、1・2軒の商店が開店した。翌1895年6月4日、ユーニスは正式な町になった。
デューソンが購入した土地の中心であり、ユーニス発祥の地となった駅は1984年に改装され、翌1985年2月15日にユーニス・ディーポ博物館（Eunice Depot Museum）として開館した。国の史跡にも指定されているこの博物館は、ケイジャン音楽、ケイジャンの歴史、ケイジャンのマルディ・グラの歴史、辺境の地での農業、ケイジャンやルイジアナの黒人の生活などに関する展示物を展示している。また、同博物館はケイジャンの民芸品を売る土産物屋も併設している。

## 地理

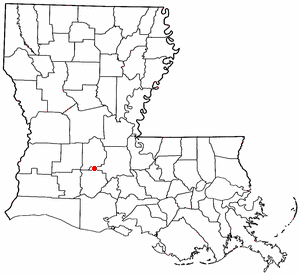
ユーニスの位置

ユーニスは北緯30度29分37秒 西経92度25分1秒 / 北緯30.49361度 西経92.41694度（30.493595, -92.416927）に位置している。アケイディアナ地方の中心都市であるラファイエットから北西へ約50km、州都バトンルージュからは西へ約130km、ニューオーリンズからは西北西へ約260kmに位置する。市街地は東西約5km、南北約3kmの範囲に収まっている。ユニオン・パシフィック鉄道の線路は、市街地を東西に横切っている。
アメリカ合衆国統計局によると、ユーニス市は総面積12.1km²（4.7mi²）である。その全域が陸地であり、水域はない。
ユーニスの気候は亜熱帯性で、1年を通して雨が多く、温暖な冬と蒸し暑い夏に特徴付けられる。1月でも平均気温は摂氏10度を上回り、夜でも氷点下になることは滅多にない。7月・8月の日中は摂氏35度まで上がり、夜でも摂氏25度に達する。年間降水量は1,500mmを超える。

## 文化
アケイディアナ地方のほぼ中央部、「ケイジャン・ハートランド」と呼ばれる地域に位置していることから、ユーニスにはケイジャンの伝統文化が色濃く残っている。ユーニスは特にケイジャン音楽の中心地として知られている。1997年11月には、市内にケイジャン音楽殿堂博物館が建てられた。
ユーニス市とアメリカ国立公園局は、ライゼ・レ・ボン・テンプ・ルーラー・オー・ランデブー・デ・ケイジャン（Laissez les bons temps rouler au rendezvous des cajuns）という、毎週土曜日に開かれるケイジャン音楽のライブ演奏会を後援している。この演奏会は、リバティ・シアター（Liberty Theater）という、地元ボランティアが老朽化した映画館を改装してつくられた会場で行なわれる。
また、ユーニスにはプレーリー・アケイディアン文化センター（Prairie Acadian Cultural Center）も立地している。この文化センターはジーン・ラフィット国立歴史公園（Jean Lafitte National Historical Park and Preserve）の一部になっている。
この地域の伝統的な祭りであるマルディ・グラはニューオーリンズやアラバマ州モービルなどのものがよく知られているが、ユーニスでも大規模なものが行なわれる。しかしユーニスのマルディ・グラはニューオーリンズなどのものとは異なり、よりフレンチ・ルイジアナの田舎の伝統的な形を残したものである。

## 教育
ユーニスにはルイジアナ州立大学ユーニス校（LSUE）がキャンパスを構えている。しかしLSUEはルイジアナ州立大学システムの一部ではあるが、バトンルージュの本校やラファイエット校、モンロー校などとは異なり、準学士の学位のみを授与する2年制のコミュニティ・カレッジである。同学にはフルタイム・パートタイム合わせて約2,500人の学生が在籍している。

## 人口動勢
以下は2000年の国勢調査における人口統計データである。
基礎データ
- 人口: 11,499人
- 世帯数: 4,316世帯
- 家族数: 2,986家族
- 人口密度: 948.7人/km²（2,459.6人/mi²）
- 住居数: 4,675軒
- 住居密度: 385.7軒/km²（1,000.0軒/mi²）

人種別人口構成
- 白人: 68.76%
- アフリカン・アメリカン: 29.91%
- ネイティブ・アメリカン: 0.11%
- アジア人: 0.21%
- 太平洋諸島系: 0.02%
- その他の人種: 0.34%
- 混血: 0.65%
- ヒスパニック・ラテン系: 1.11%

年齢別人口構成
- 18歳未満: 29.6%
- 18-24歳: 10.0%
- 25-44歳: 24.1%
- 45-64歳: 20.8%
- 65歳以上: 15.5%
- 年齢の中央値: 35歳
- 性比（女性100人あたり男性の人口）
  - 総人口: 89.0
  - 18歳以上: 82.5

世帯と家族（対世帯数）
- 18歳未満の子供がいる: 34.8%
- 結婚・同居している夫婦: 47.0%
- 未婚・離婚・死別女性が世帯主: 17.5%
- 非家族世帯: 30.8%
- 単身世帯: 27.4%
- 65歳以上の老人1人暮らし: 12.3%
- 平均構成人数
  - 世帯: 2.59人
  - 家族: 3.18人

収入と家計
- 収入の中央値
  - 世帯: 21,372米ドル
  - 家族: 27,173米ドル
  - 性別
    - 男性: 29,500米ドル
    - 女性: 18,912米ドル
- 人口1人あたり収入: 11,937米ドル
- 貧困線以下
  - 対人口: 31.4%
  - 対家族数: 26.5%
  - 18歳未満: 41.9%
  - 65歳以上: 20.6%

## 註
1. ↑  The Story of The City of Eunice, La. City of Eunice, La. 2007年.
2. ↑  City Of Eunice Historical Sights. City of Eunice, La. 2007年.